# Valerio Olgiati
Valerio Olgiati (Coira, 18 de julio de 1958) es un arquitecto suizo.

## Biografía
Finalizó sus estudios en la ETH de Zúrich en 1986. De 1993 a 1995 trabajó en Los Ángeles. En 1994 Olgiati fue profesor invitado en la Universidad de Ciencias Aplicadas de Stuttgart, Alemania. En 1996 abrió su estudio d 'arquitectura en Zúrich y en 2008, en Flims. Fue profesor invitado en la ETH de Zúrich, la Architectural Association de Londres, y la Universidad Cornell en Ithaca. Desde 2002 es profesor titular en la Accademia di Architettura de Mendrisio en la Universitá della Svizzera Italiana. En 2009 desempeño la cátedra Kenzo Tange en la Universidad de Harvard, Cambridge, EUA.

## Teoría arquitectónica
Olgiati describe su obra como «no referencial», término que sirve como título a su tratado de arquitectura de 2018, escrito conjuntamente con el teórico Markus Breitschmid, sobre el propósito social de la arquitectura en el siglo XXI.

## Galería

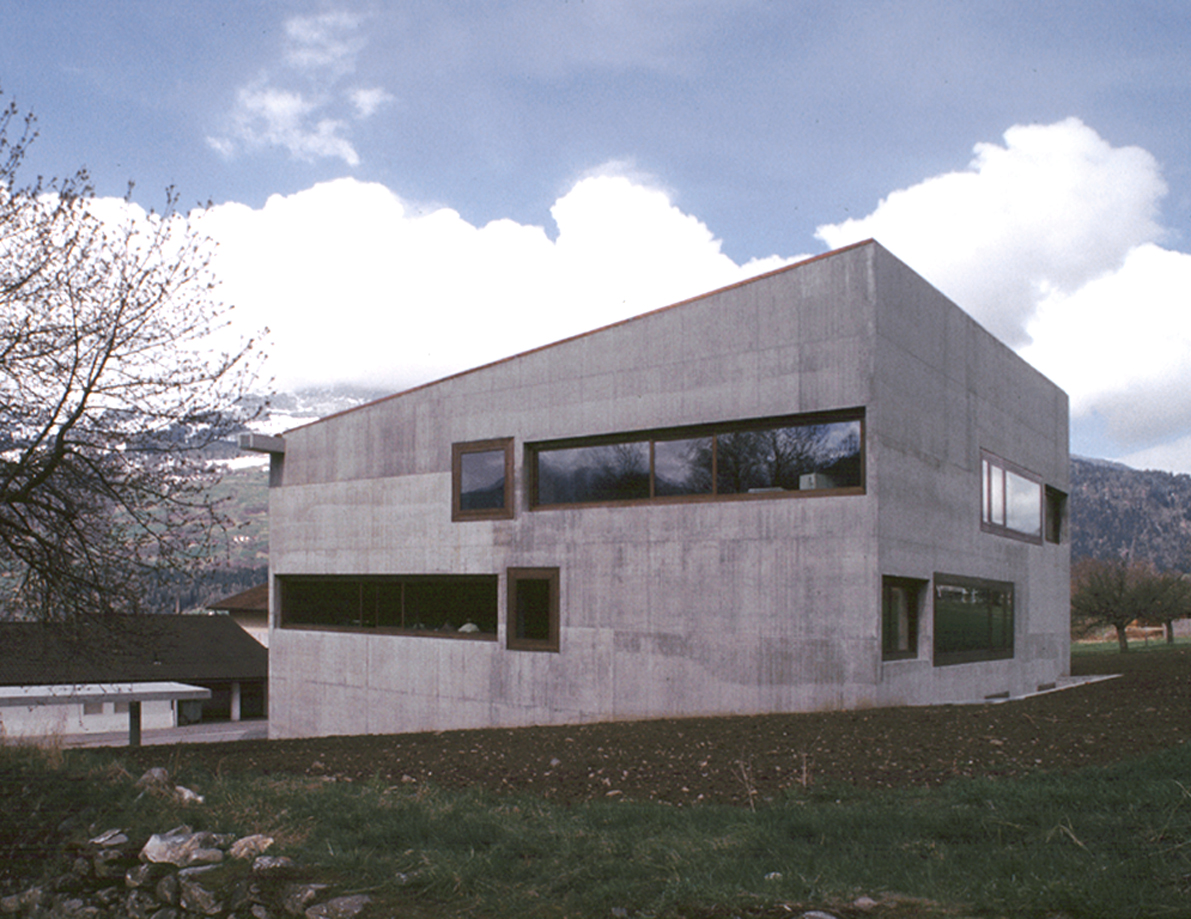
Escuela en Paspels
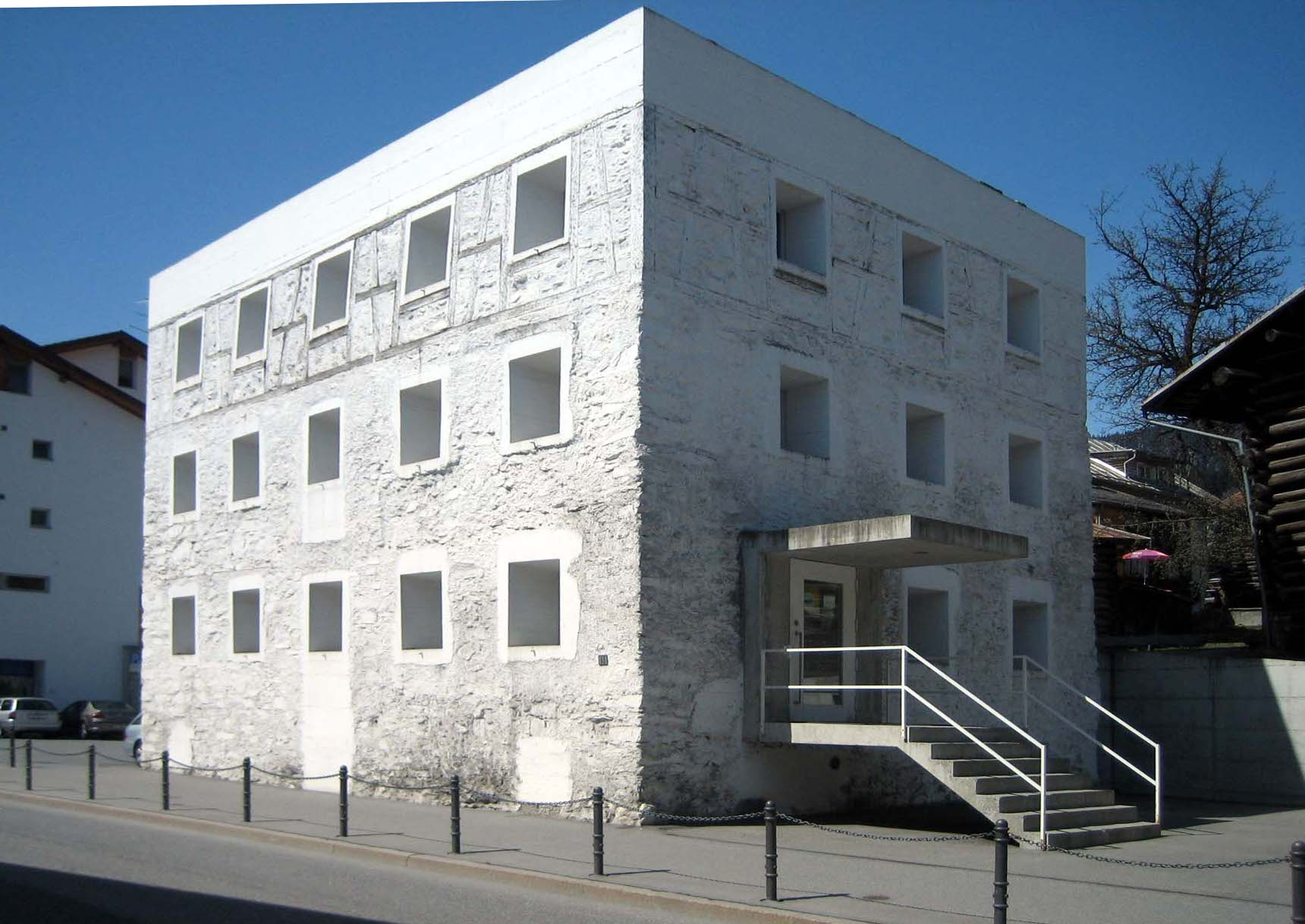
La Casa Amarilla, Flims
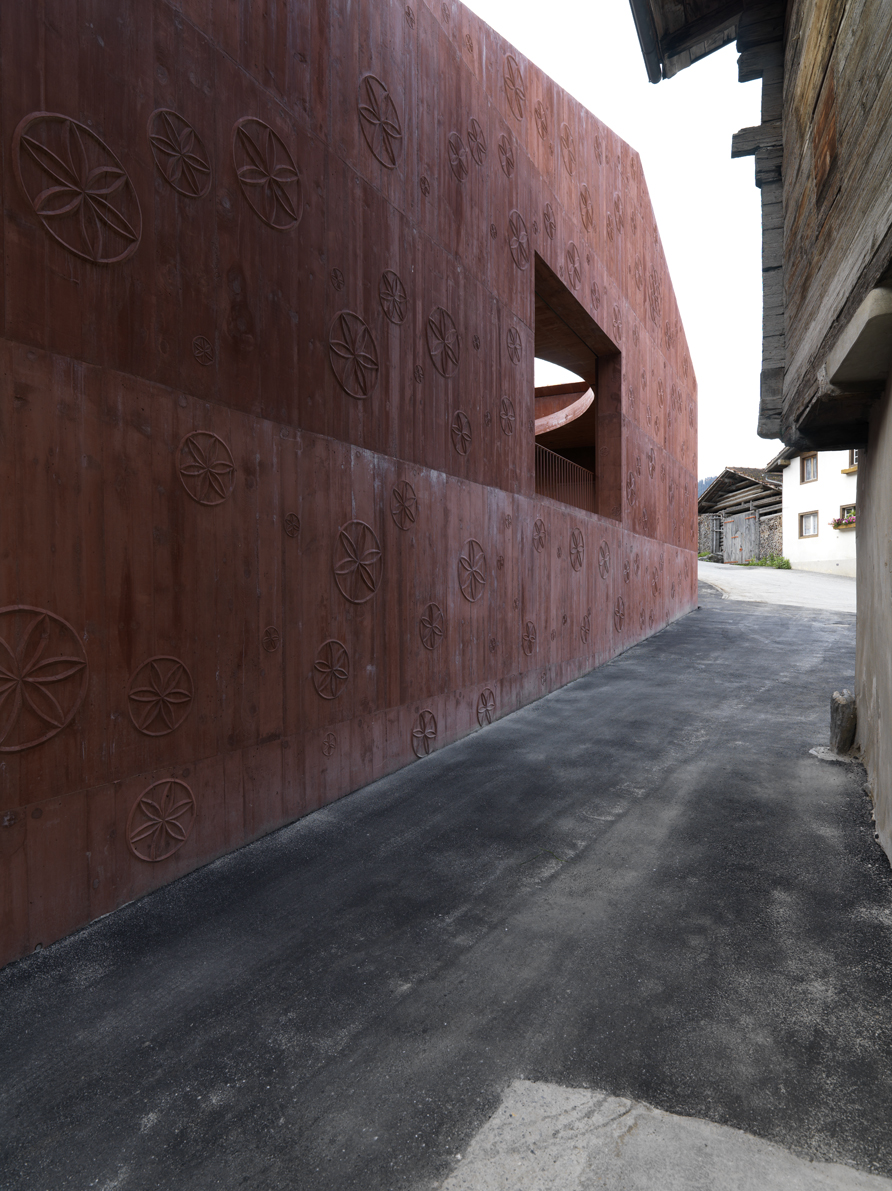
Estudio Bardill, Scharans
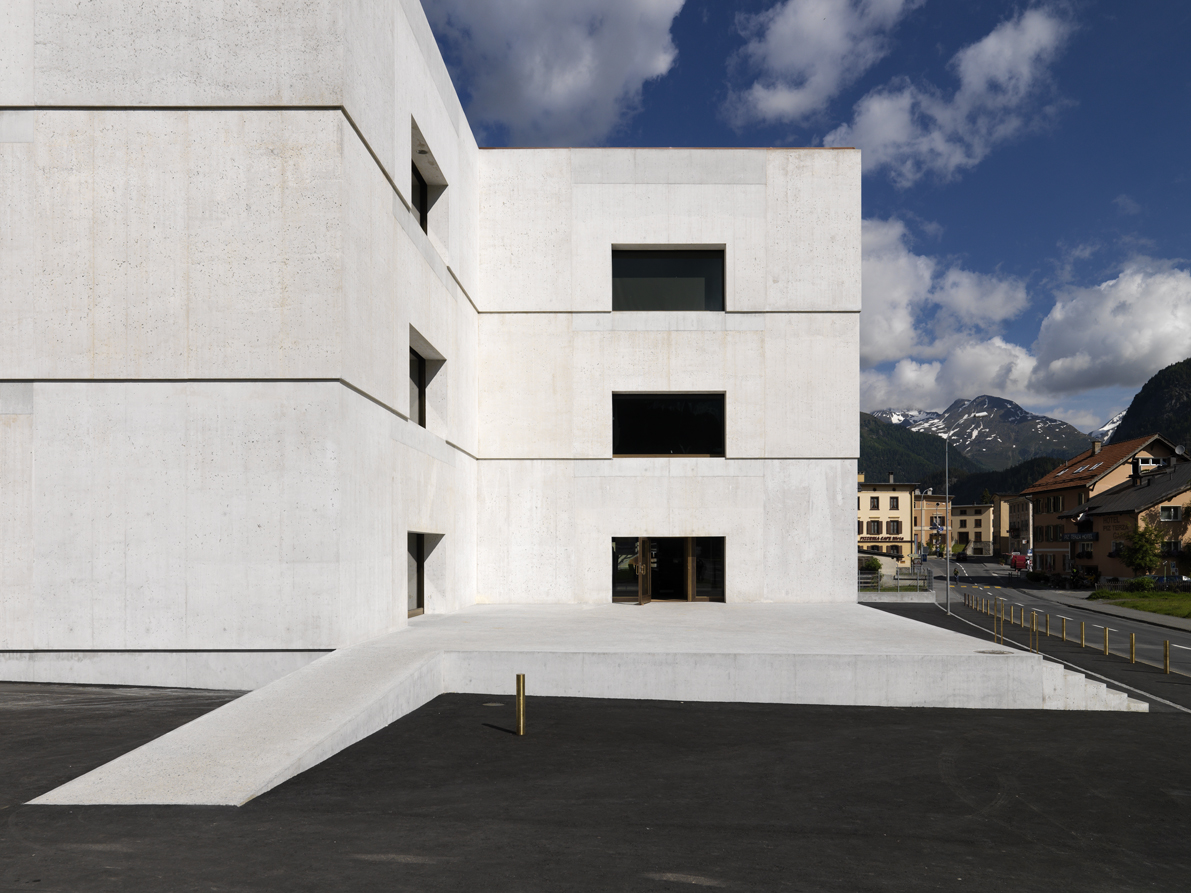
Centro de Visitantes del Parque Nacional Suizo, Zernez
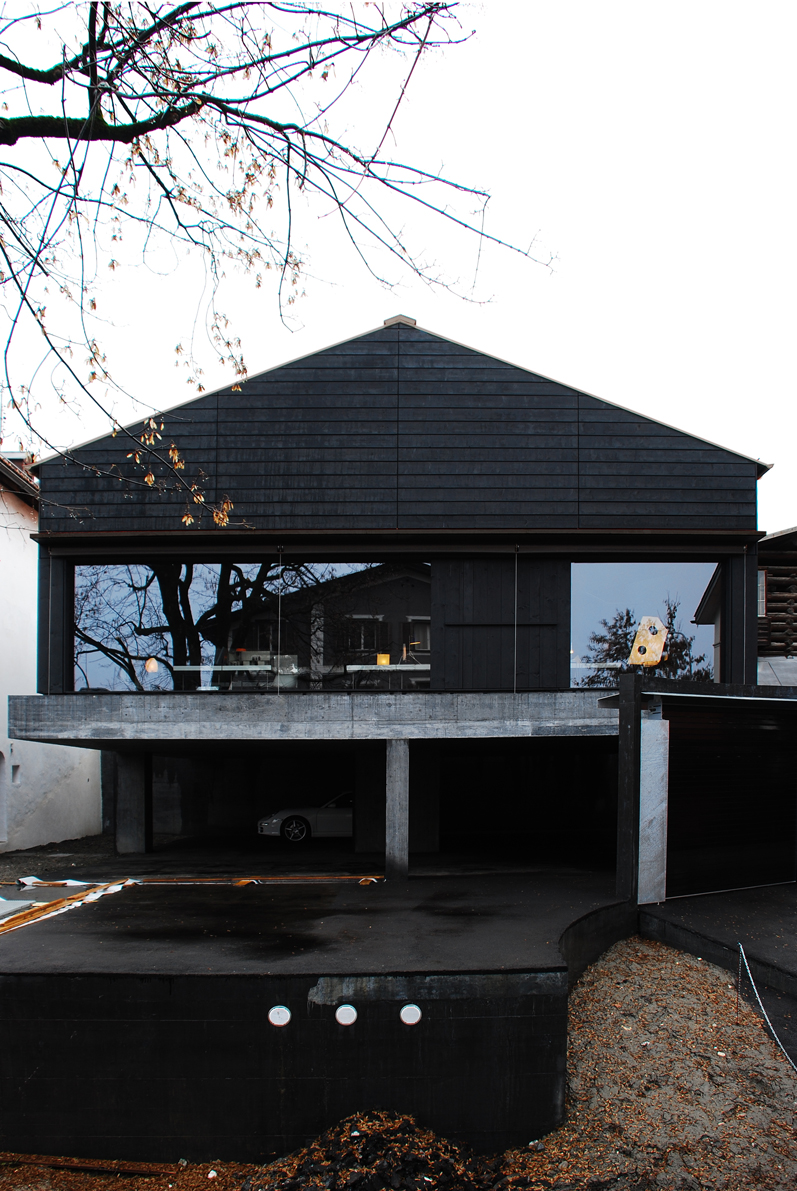
Estudio de Valerio Olgiati, Flims

## Obra construida
- 1983 Casa Fiala, Chur, Suiza
- 1989 Casa Kucher, Rotemburgo del Néckar, Alemania
- 1995 Das Gelbe Haus (La Casa Amarilla), Flims, Suiza
- 1996 Escuela en Paspels, Paspels, Suiza
- 1998 Rehabilitación de la Casa Lansel, Surlej, Suiza
- 2001 Casa K+N, Wollerau, Suiza
- 2002 Estudio Bardill, Scharans, Suiza
- 2003 Centro de Visitantes del Parque nacional Suizo, Zernez, Suiza
- 2003 Estudio de Valerio Olgiati, Flims, Suiza
- 2005 Edificio residencial Ardia Palace, Tirana, Albania
- 2006 Edificio residencial Zug Schleife, Zug, Suiza (+ Maurus Schifferli)
- 2007 Acceso al edificio del Gran Consejo del Cantón de los Grisones, Chur, Suiza
- 2008 Auditorio Plantahof, Landquart, Suiza
- 2009 Villa Além, Alentejo, Portugal (+ Maurus Schifferli)
- 2012 Casa en Laax, Laax, Suiza
- 2012 Pictogramas - Declaraciones de arquitectos contemporáneos, Bienal de Arquitectura de Venecia, Venecia, Italia
- 2014 Edificio de oficinas Baloise Park C, Basilea, Suiza
- 2016 Tienda principal de Celine, Miami, Estados Unidos
- 2016 Museo y acceso a la zona perlífera, Al Muharraq, Baréin
- 2017 Habitación para Nicolas Ghesquière, París, Francia
- 2018 Experiencia del Espacio, Bienal de Arquitectura de Venecia, Venecia, Italia
- 2019 Pereiro do Cha, Alentejo, Portugal
- 2020 Casa en Avers, Avers, Suiza

## Obra no construida y concursos
- 1991 Plan para la zona de Cuncas, Sils im Engadin/Segl, Suiza
- 1994 Reurbanización del zoco de Beirut, Beirut, Líbano
- 1995 Centro cultural coreano KOMA, Los Ángeles, Estados Unidos
- 1996 Proyecto del lago Cauma, Flims, Suiza
- 1996 Ampliación del Museo de Arte de Argovia, Aarau, Suiza (+ Bearth & Deplazes)
- 1997 Museo de Arte de Liechtenstein, Vaduz, Liechtenstein (+ Bearth & Deplazes)
- 1999 Edificio de tres viviendas, Chur, Suiza
- 1999 Centro social Bäckeranlage, Zúrich, Suiza
- 2000 Casa Laich, Sari-d'Orcino, Francia
- 2001 Edificio de oficinas, Zúrich, Suiza
- 2002 Ampliación del Museo Rietberg, Zúrich, Suiza
- 2003 Universidad de Lucerna, Lucerna, Suiza
- 2003 Sala de proyecciones Gornergrat, Zermatt, Suiza
- 2004 Centro Universitario EPFL, Lausana, Suiza
- 2004 Museo del Palacio Nacional, Taipéi, Taiwán
- 2006 Centro médico, Emiratos Árabes Unidos
- 2006 Museo Municipal de Aarau, Aarau, Suiza
- 2006 Apartamentos K, Zúrich, Suiza
- 2008 Bodega Il Carnasciale, Mercatale Valdarno, Italia
- 2008 Museo PERM XXI, Perm, Rusia
- 2008 Sala de Conciertos Schlossgut Hohenbeilstein, Beilstein, Alemania
- 2010 Torre San Felipe, Lima, Perú
- 2010 La Mas, Perú
- 2010 Ampliación de la Estación de Zúrich Hardbrücke, Zúrich, Suiza
- 2011 Ampliación del Bündner Kunstmuseum, Chur, Suiza
- 2012 Campus Universitario SUPSI, Mendrisio, Suiza
- 2013 Escuela en Schauenberg, Zúrich, Suiza
- 2014 Casa para un sacerdote, Abensberg, Alemania
- 2015 Museo Elysée-Mudac, Lausana, Suiza
- 2016 Teleférico en Cassons, Flims, Suiza
- 2017 Pero Cuco, Alentejo, Portugal
- 2017 Edificio residencial Lützowufer, Berlín, Alemania
- 2020 Campus ye, Wyoming, Estados Unidos
- 2020 Casa Manahoac, Virginia, Estados Unidos
- 2020 Prisión Grands-Marais, Orbe (Vaud), Suiza
- 2020 Edificio de oficinas Beiertheimer Allee, Karlsruhe, Alemania (+ Maurus Schifferli)
- 2023 Fundación Massimo de Carlo, Belveglio, Italia
- 2023 Tres casas en Mittelarni, Gurtnellen, Suiza
- 2024 Complejo residencial Grand Park Skyline, Tirana, Albania

## Premios
- 1993, Reconocimiento del Deutschen Architekturpreis por la Casa Kucher, Rottenburg a/N, Alemania.
- 1994, Eidgenössisches Kunststipendium, Suiza.
- 1995, Eidgenössischer Preis für freie Kunst (con Frank Escher), Suiza.
- 1995, Premio por la Casa Kucher, Rottenburg a/N, Architektenkammer Baden-Württemberg, Alemania.
- 1998, Premio "Mejor Edificio de Suiza 1998", Conejo de bronce, TV suiza "10 vor 10", por la Escuela en Paspels, Suiza.
- 1999, Premio "Mejor Edificio de Suiza 1999", Conejo de oro, TV suiza "10 vor 10", por la Casa Amarilla en Flims, Suiza.
- 1999, Premio internacional de Arquitectura Neues Bauen in den Alpen, Sexten-Kultur, premio por la Escuela en Paspels, Italia.
- 2001, Premio "Mejores Edificios en el cantón de los Grisones" por la Escuela de Paspels y por la Casa Amarilla en Flims, Suiza.
- 2001, Premio "Suizo del Hormigón" por la Escuela en Paspels, Suiza.
- 2006, Premio internacional de Arquitectura "Neues Bauen in den Alpen", Sexten-Kultur, premio por la Casa Amarilla en Flims,  Italia.
- 2007, Premio "Mejor Edificio de Suiza 2007", Conejo de bronce, TV suiza "10 vor 10", por el Estudio Bardill en Scharans, Suiza.
- 2008, Premio "Mejor Edificio de Suiza 2008", Conejo de oro, TV suiza "10 vor 10", por el Centro de Visitantes del Parque nacional Suizo en Zernez, Suiza.
- 2009, Miembro honorario del Real Instituto de Arquitectos Británicos, Londres.
- 2009, "Premio Suizo del Hormigón" por la Casa K+N, el Centro de Visitantes del Parque nacional Suizo, el Estudio Bardill, Suiza.
- 2010, Premio "Mejor Edificio de Suiza 2010", Conejo de bronce, Hochparterre, por el Acceso al Edificio del Gran Consejo del Cantón de los Grisones en Chur, Suiza.

## Exposiciones monográficas
- 1998 Galería Aam, Milán, Italia, "1 progetto", conferencia de presentación de Kenneth Frampton
- 1999 Escuela Politécnica Federal de Zúrich, Suiza, "Das Gelbe Haus, Flims"
- 2002 Galería Museo de Bolzano, Italia, "Valerio Olgiati - idee"
- 2008 Escuela Politécnica Federal de Zúrich, Suiza, "Valerio Olgiati"
- 2008 Università della Svizzera italiana, Suiza, "Valerio Olgiati"
- 2009 Royal Institute of British Architects, Londres, Reino Unido, "Valerio Olgiati"
- 2009 Das Gelbe Haus Flims, Suiza, "Dado - Gebaut und bewohnt von Rudolf und Valerio Olgiati"
- 2010 OPO’LAB, Oporto, Portugal, "Valerio Olgiati"
- 2011-2012 MOMAT, Tokio, Japón, "VALERIO OLGIATI / ヴァレリオ・オルジャティ展"

## Monografías
- Una conferencia de Valerio Olgiati, Birkhäuser Verlag Basilea, Suiza 2011; Español: ISBN 978-3-0346-0787-2; Alemán: ISBN 978-3-0346-0782-7; Inglés: ISBN 978-3-0346-0783-4; Francés: ISBN 978-3-0346-0784-1; Italiano: ISBN 978-3-0346-0785-8; Japonés: ISBN 978-3-0346-0786-5, 108 p.

- VALERIO OLGIATI AT THE MUSEUM / ヴァレリオ・オルジャティ展, editor Hosaka Kenjiro, MOMAT, The National Museum of Modern Art, Tokio, Japón 2011-2012; Japonés e inglés: ISBN 978-4-9902409-3-6, 40 páginas
- El Croquis #156, VALERIO OLGIATI 1996 – 2011, croquis edotorial Madrid, España 2011; ISSN 0212-5633, ISBN 978-84-88386-65-6, 215 p.

- Valerio Olgiati, Parliament Entrance Chur, Eeditor Departamento de Construcción del Cantón de los Grisones, Suiza 2011; Alemán: ISBN 978-3-9523831-0-0; Inglés: ISBN 978-3-9523831-3-1; Italiano: ISBN 978-3-9523831-1-7; Romanche: ISBN 978-3-9523831-2-4, 24 p.

- Valerio Olgiati, Weber Auditorio Plantahof, editor Departamento de Construcción del Cantón de los Grisones, Suiza 2011; Alemán: ISBN 978-3-9523831-4-8; Inglés: ISBN 978-3-9523831-5-5, 24 p.

- Darco Magazine, monograph Valerio Olgiati, Darco Editions, Matosinhos, Portugal 2010; ISSN 1646-950X, 236 p.

- Dado, Built and Inhabited by Rudolf Olgiati and Valerio Olgiati, editado por Selina Walder, Birkhäuser Verlag, Basilea, 2010; inglés: ISBN 978-3-0346-0430-7, alemán: ISBN 978-3-0346-0375-1, 100 p.

- Valerio Olgiati, editado por Laurent Stalder. Textos de Mario Carpo, Bruno Reichlin y Laurent Stalder, Verlag der Buchhandlung Walther König, Colonia 2008 (1.ª edición) / Quart Verlag, Lucerna 2010 (2.ª ed.) alemán: ISBN 978-3-03761-031-2, inglés: ISBN 978-3-03761-030-5, 192 p.

- The Significance of the Idea in the Architecture of Valerio Olgiati, Texto en alemán y en inglés de Markus Breitschmid, Verlag Niggli AG, Suiza, 2008, ISBN 978-3-7212-0676-0, 80 p.

- Valerio Olgiati, Scharans - House for a Musician, ed. Dino Simonett, Zúrich 2007, ISBN 987-3-905562-54-5, 64 p.

- Valerio Olgiati, Conversation with Students, editado por Markus Breitschmid, Virginia Tech Architecture Publications, USA, 2007, ISBN 978-0-9794296-3-7, 63 p.

- 2G, Valerio Olgiati, Gustavo Gili Barcelona, n.37, 2006, ISBN 978-84-252-2088-3, 143 p. con contribuciones de Pascal Flammer, Patrick Gartmann, Jacques Lucan y Raphael Zuber

- Valerio Olgiati, PLAN 1:100, ed. Dino Simonett, 2004, ISBN 3-905562-13-8, 64 p.

- Valerio Olgiati, Das Gelbe Haus, Kunsthaus Bregenz, archiv kunst architektur, Werkdokumente 19, 2000, Verlag Gerd Hatje, ISBN 3-7757-1004-3, 82 p.

- 14 proyectos de estudiantes con Valerio Olgiati 1998 - 2000, Quart Verlag, 2000, ISBN 3-907631-04-8, 66 p., Diseño: Raphael Zuber

- VALERIO OLGIATI, Das Gelbe Haus, catálogo de la exposición en la Escuela Politécnica Federal de Zúrich, gta Verlag, Escuela Politécnica Federal de Zúrich, ISBN 3-85676-091-1, 18 p.

- Valerio Olgiati, PASPELS, Edition Dino Simonett, Zúrich 1998, ISBN 3-9521375-5-3, 65 p.